# De Oude Meerdijk
De Oude Meerdijk is een voetbalstadion gelegen aan de oostelijke rand van de Nederlandse plaats Emmen, tussen de wijken Angelslo en Barger-Oosterveld, op sport- en businesspark Meerdijk. Het stadion is de thuishaven van profvoetbalclub FC Emmen. Het lag oorspronkelijk aan de straat 'Meerdijk' en ontleent daaraan ook de oorspronkelijke naam; Stadion Meerdijk. Tegenwoordig heet het deel van de straat waaraan het stadion zich bevindt 'Stadionplein'. Tussen 2001 en 2013 droeg het complex twaalf seizoenen lang de (sponsor)naam Univé Stadion. Van 2014 tot 2017 droeg het stadion de (sponsor)naam JENS Vesting.

## Geschiedenis

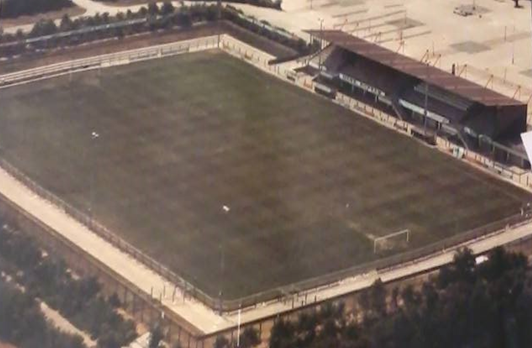
Het stadion eind jaren 80, nog met één tribune en verhoogde staanplaatsen.

Het stadion werd op 27 augustus 1977 geopend. Voor 6.500 toeschouwers wist vv Emmen te winnen van CVV Germanicus (3-1). Het stadion, met een totale capaciteit van 12.000, was destijds uitgerust met één zittribune en verhoogde staanplaatsen aan de overige zijden. In Emmen werd nog geen betaald voetbal gespeeld. Dit gebeurde pas vanaf 1985. Tijdens een belangrijke nacompetitiewedstrijd tegen sc Heerenveen in 1990 bevolkte een recordaantal van 12.000 toeschouwers het stadion.
Begin jaren 90 maakte de KNVB bekend dat de Nederlandse voetbalstadions vanaf het jaar 2000 alleen nog maar uit zitplaatsen mochten bestaan. Vervolgens werden er verschillende plannen gelanceerd om het aantal zitplaatsen te vergroten. Daarbij werd ook gesproken over het bouwen van een nieuw stadion elders in Emmen. Zover kwam het niet; het stadion werd uiteindelijk vier keer gerenoveerd (in 1994, 1996, 1997 en 2001), zodat het nu nog uitsluitend 8.600 overdekte zitplaatsen telt.
In 2005 werden in het stadion zes pouleduels en twee achtste finalewedstrijden van het WK onder 20 jaar gespeeld. Om het stadion geschikt te maken naar de normen van de FIFA onderging het stadion enkele aanpassingen. De hekken verdwenen uit het stadion en de lichtinstallatie werd vervangen.
In juni 2025 is er in het stadion een natuurgrasveld aangelegd waarmee een einde kwam aan een periode van tien jaar waarin op kunstgras werd gespeeld..

## Constructie en indeling

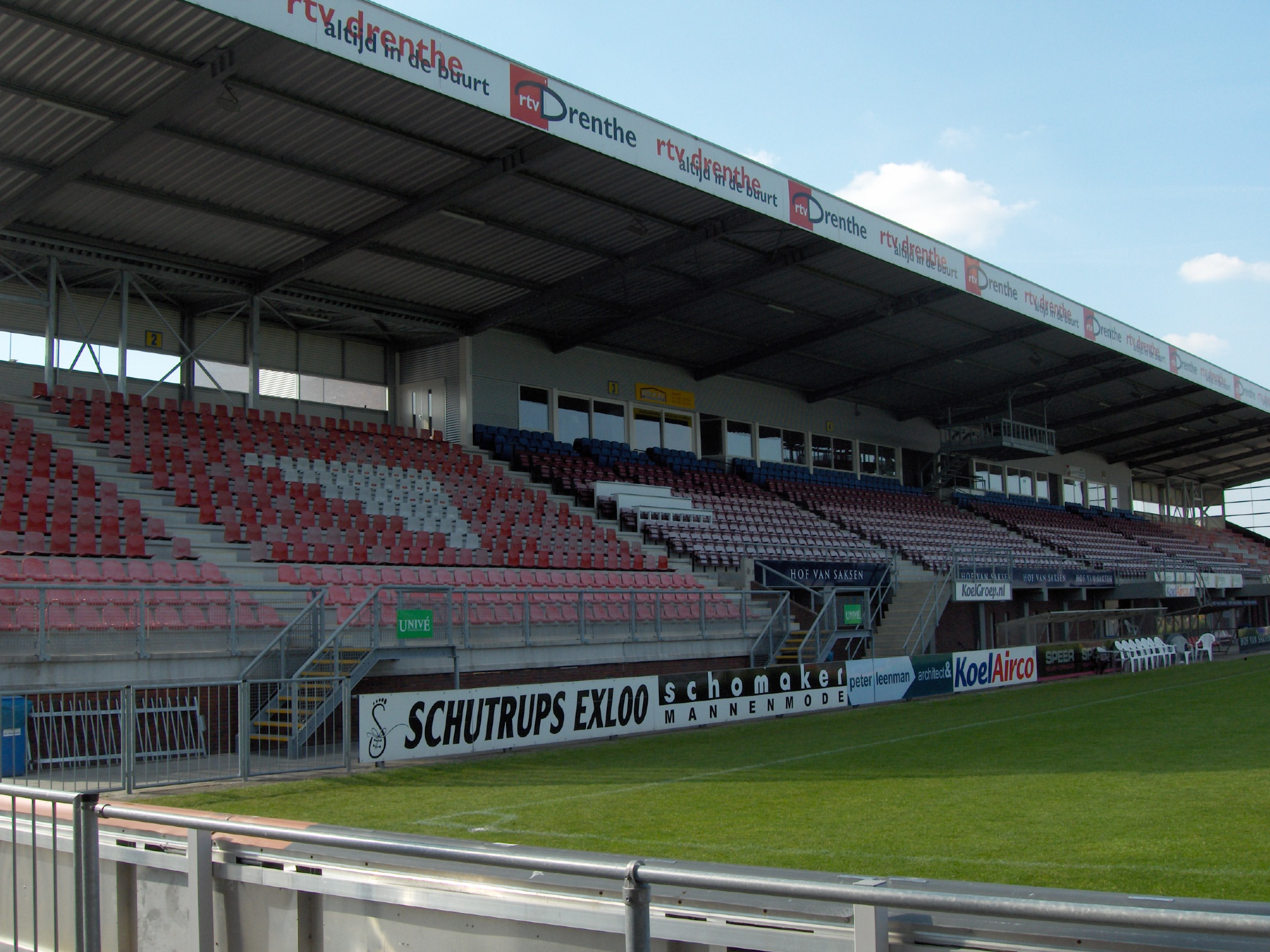
Hoofdtribune.

### Hoofdtribune
- Gebouwd: 1977
- Renovatie en uitbreiding: 2001
- Capaciteit: circa 2.250 zitplaatsen

De hoofdtribune bevindt zich aan de westkant van het veld, aan het Stadionplein (eerder: Meerdijk). Bij de bouw in 1977 had de tribune zo’n 1000 plaatsen en was het de enige zittribune in het stadion. In 2001 werd de tribune gerenoveerd en uitgebreid; tegen de tribune aan kwam het hoofdgebouw van het stadion, ontworpen door H+H/AAS architecten. Het hoofdgebouw is opgetrokken in rode baksteen en lichtgekleurd aluminium, samen symboliseren ze de clubkleuren. In het gebouw bevinden zich onder meer kantoren, kleedkamers, een restaurant, sponsorruimtes, het FC Emmen Museum, de persruimte, een fitnessruimte, een cameraplatform en vijf skyboxen. De tribuneplaatsen zijn met name bestemd voor sponsors, maar ook onder meer de perstribune bevindt zich hier.

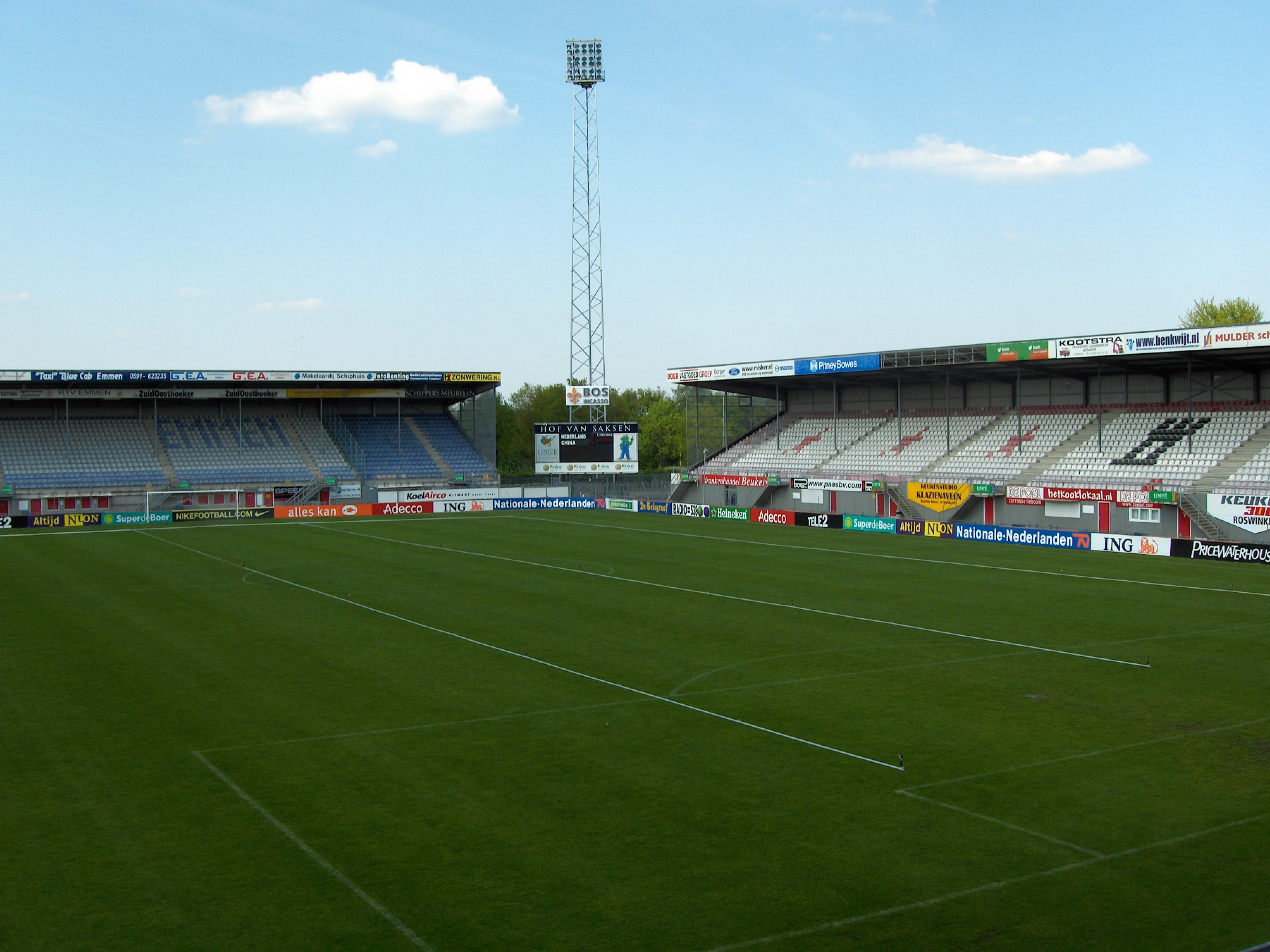
Noord- en Oosttribune.

### Noordtribune
- Gebouwd: 1997
- Capaciteit: circa 1.825 zitplaatsen

De noordzijde van het stadion was de laatste die van onoverdekte staanplaatsen (volledig) werd omgebouwd naar overdekte zitplaatsen. De tribune ging enige tijd door het leven als de Gamma-tribune, als vernoeming naar een sponsor. Destijds was de tekst ‘GAMMA’ op twee plaatsen verwerkt in het stoeltjespatroon van de tribune. Tegenwoordig staat er twee keer ‘EMMEN’. Op het oostelijke deel van de tribune bevindt zich het uitvak, met circa 400 zitplaatsen.

### Oosttribune
- Gebouwd: 1993
- Renovatie en uitbreiding: 2001
- Capaciteit: circa 2.775 zitplaatsen

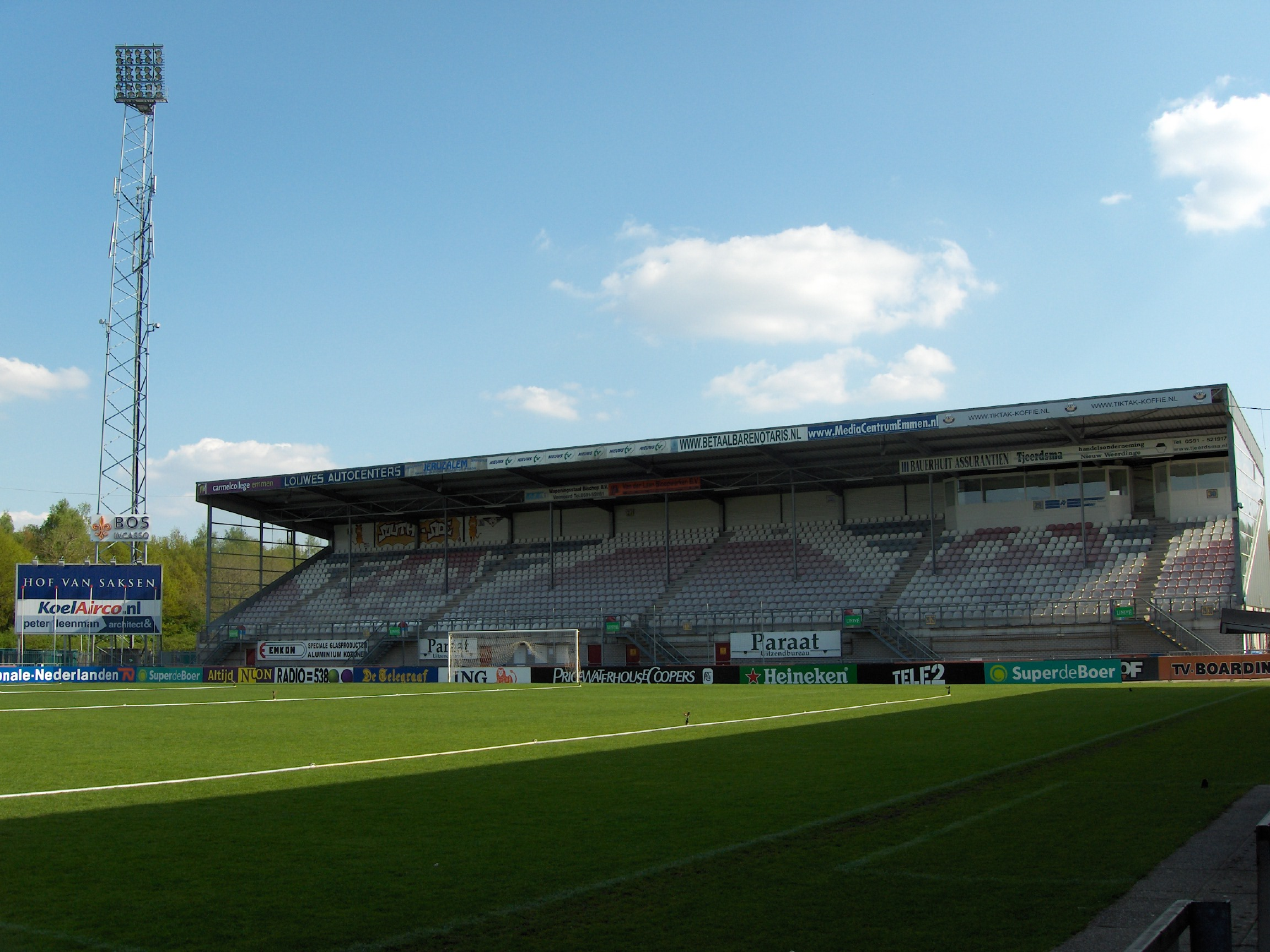
Jan van Beveren Tribune.

De eerste tribune die aan de oostkant van het veld verrees was een in 1992 gebouwde noodtribune. Deze tribune was echter maar een kort leven beschoren; in hetzelfde jaar werd het bouwwerk volledig verwoest tijdens een zware storm. In november 1993 werd er een permanente oosttribune opgeleverd met 997 plaatsen. Aan beide zijden naast de tribune bleven staanplaatsen gehandhaafd. In 2001 werd de tribune gerenoveerd en uitgebreid, waarmee de laatste staanplaatsen verdwenen. Onder de tribune kwam onder meer een supportershome. In het stoeltjespatroon van de tribune is sindsdien de Drentse vlag verwerkt, daarom wordt de tribune ook wel de Drenthe Tribune genoemd, hoewel de officiële naam nog steeds Oosttribune is.

### Jan van Beveren Tribune
- Gebouwd: 1996
- Capaciteit: 1.767 zitplaatsen

De tribune bevindt zich aan de zuidkant van het speelveld. Op het oostelijke deel van de tribune bevindt zich sinds de oplevering een tweetal vakken (25 en 26) voor de fanatieke aanhang van FC Emmen. Op het westelijke deel is de controlekamer gevestigd. Onder de tribune bevindt zich een sporthal. In het stoeltjespatroon is in tweevoud het oude, driehoekige logo van Emmen verwerkt. Met ingang van 2 augustus 2015 is de tribune vernoemd naar wijlen Jan van Beveren, die zijn carrière in Emmen begon.

### Stadionverlichting
In de jaren tachtig en vroege jaren negentig beschikte het stadion nog niet over een echte stadionverlichting. De verlichting bestond uit acht lage lichtmasten langs de lange zijden van het veld.  De installatie leverde een horizontale lichtsterkte van slechts 350 lux en voldeed daarmee niet aan de KNVB-norm voor avondwedstrijden.
In 1992 werden er in de hoeken van het stadion vakwerkmasten geplaats met een hoogte van 42 meter. In elke mast werden 30 metaal-halogenide schijnwerpers geïnstalleerd. Daarmee bestond de lichtinstallatie in totaal uit 120 schijnwerpers waarmee de horizontale verlichtingssterkte steeg naar circa 750 lux. De lichtinstallatie werd in gebruik genomen in de rust van de oefenwedstrijd tegen FC Barcelona op 5 augustus 1992.
In 2005 werd de verlichting vervangen door 120 nieuwere metaal-halogenide armaturen waardoor de horizontale verlichtingssterkte werd verhoogd naar 1400 lux. Hiermee voldeed de installatie aan de eisen van van de FIFA voor internationale tv-registraties.
In 2018 werd de installatie omgebouwd naar LED-verlichting van de Nederlandse fabrikant AAA-LUX.
De LED-installatie bestaat uit 96 WS-STAD Gen-6 armaturen en levert een horizontale verlichtingssterkte van circa 1400 lux.Dankzij een software-upgrade in november 2020 kunnen er bij de opkomst van de spelers en bij doelpunten korte lichtshows gepresenteerd worden. De functie werd voor het eerst gebruikt in competitieverband op 5 maart 2021 tijdens FC Emmen – Sparta Rotterdam.

## Bijzondere evenementen

### Interlands
Tot nog toe werden er 20 interlandwedstrijden gespeeld in het stadion, waaronder wedstrijden in het kader van het Wereldkampioenschap onder 20 jaar en het Wereldkampioenschap CP-voetbal. Het stadion was ook in beeld als speellocatie voor het Europees kampioenschap onder 20 jaar (2007) en het Europees kampioenschap vrouwenvoetbal (2013). Voor het Europees kampioenschap onder 20 wees de KNVB het stadion af als speellocatie. Voor het Europees kampioenschap vrouwenvoetbal werd het stadion wel uitverkoren door de KNVB, maar de UEFA wees het toernooi toe aan Zweden.

#### WK onder 20 jaar 2005
In de zomer van 2005 was het stadion een van de speellocaties voor het Wereldkampioenschap onder 20 jaar. In Emmen werden zes groepswedstrijden en twee achtste finales gespeeld. Tijdens het toernooi speelden onder andere de latere wereldsterren Sergio Agüero, David Silva, Cesc Fàbregas, Radamel Falcao en Lionel Messi in het stadion.
| Overzicht wedstrijden                    |                                                                       |               |                                                      |
| Datum en tijd                            | Wedstrijd                                                             | Uitslag       | Scoreverloop                                         |
| ---------------------------------------- | --------------------------------------------------------------------- | ------------- | ---------------------------------------------------- |
| 12 juni 2005 – 17:30 Toeschouwers: 8.500 | Brazilië onder 20 – Nigeria onder 20 WK onder 20 (Groepsfase)         | 0 – 0         |                                                      |
| 12 juni 2005 – 20:30 Toeschouwers: 8.000 | Zuid-Korea onder 20 – Zwitserland onder 20 WK onder 20 (Groepsfase)   | 1 – 2 (1 – 2) | 25' Shin 1-0; 28' Antic 1-1; 33' Vonlanthen 1-2.     |
| 15 juni 2005 – 17:30 Toeschouwers: 8.200 | Zwitserland onder 20 – Brazilië onder 20 WK onder 20 (Groepsfase)     | 0 – 1 (0 – 1) | 14' Gladstone 0-1.                                   |
| 15 juni 2005 – 20:30 Toeschouwers: 8.500 | Nigeria onder 20 – Zuid-Korea onder 20 WK onder 20 (Groepsfase)       | 1 – 2 (1 – 0) | 18' Abwo 1-0; 89' Park 1-1; 90+2' Baek 1-2.          |
| 18 juni 2005 – 13:30 Toeschouwers: 8.600 | Argentinië onder 20 – Duitsland onder 20 WK onder 20 (Groepsfase)     | 1 – 0 (0 – 0) | 87' Cardozo 1-0.                                     |
| 18 juni 2005 – 16:00 Toeschouwers: 8.600 | Brazilië onder 20 – Zuid-Korea onder 20 WK onder 20 (Groepsfase)      | 2 – 0 (1 – 0) | 9' Renato 1-0; 57' Rafael Sobis 2-0.                 |
| 22 juni 2005 – 17:30 Toeschouwers: 8.400 | Colombia onder 20 – Argentinië onder 20 WK onder 20 (Achtste finales) | 1 – 2 (0 – 0) | 52' Otalvaro 1-0; 58' Messi 1-1; 93' Barroso 1-2.    |
| 22 juni 2005 – 20:30 Toeschouwers: 8.400 | Spanje onder 20 – Turkije onder 20 WK onder 20 (Achtste finales)      | 3 – 0 (2 – 0) | 28' Juanfran 1-0; 36' Juanfran 2-0; 69' Robusté 3-0. |

#### WK CP 2011
In de zomer van 2011 werd het Wereldkampioenschap CP-voetbal gehouden in Drenthe. Onder andere de openingswedstrijd en de finale werden gespeeld in het stadion.

| Overzicht wedstrijden                    |                                                                                        |               | |
| Datum en tijd                            | Wedstrijd                                                                              | Uitslag       | Scoreverloop |
| ---------------------------------------- | -------------------------------------------------------------------------------------- | ------------- | --- |
| 17 juni 2011 – 18:00 Toeschouwers: 4.200 | Nederlands CP-elftal – Braziliaans CP-elftal WK CP 2011 (Groepsfase/Openingswedstrijd) | 1 – 1 (1 – 1) | 7' Wanderson 0-1; 29' Swinkels 1-1. |
| 1 juli 2011 – 12.00 Toeschouwers: 1.200  | Argentijns CP-elftal – Amerikaans CP-elftal WK CP 2011 (Finaleronde – om plaats 7/8)   | 7 – 2 (2 – 2) | '6 Vivot 1-0; '8 Ballou 1-1; '11 Vivot 2-1; '13 Morana (e.d.) 2-2; '38 Salazar 3-2; '51 Vivot 4-2; '54 Lugrin 5-2; '55 Vivot 6-2; 57' Morana 7-2.                                               |
| 1 juli 2011 – 14.30 Toeschouwers: 1.200  | Nederlands CP-elftal – Schots CP-elftal WK CP 2011 (Finaleronde – om plaats 5/6)       | 3 – 1 (0 – 1) | '12 Robertson 0-1; '44 Straatman 1-1; '49 Straatman 2-1; '62 Swinkels 3-1. |
| 1 juli 2011 – 17.00 Toeschouwers: 1.200  | Oekraïens CP-elftal – Braziliaans CP-elftal WK CP 2011 (Finaleronde – om plaats 3/4)   | 8 – 3 (5 – 1) | '6 Antoniuk 1-0; '8 Wanderson 1-1; '11 Antoniuk 2-1; '12 Dutko 3-1; '26 Shevchyk 4-1; '31 Antoniuk 5-1; '37 Hetun 6-1; '45 Antoniuk 7-1; '46 Shevchyk 8-1; '54 Da Costa 8-2; '61 Wanderson 8-3. |
| 1 juli 2011 – 19.30 Toeschouwers: 1.200  | Iraans CP-elftal – Russisch CP-elftal WK CP 2011 (Finale)                              | 1 – 6 (0 – 5) | '2 Murvanadze 0-1; Tumakov 0-2; '16 Tumakov 0-3; '20 Chesmin 0-4; '25 Chesmin 0-5; '43 Potekhin 0-6; '54 Mehri 1-6.                                                                             |

#### Overige interlands
Het Nederlands voetbalelftal onder 21, beter bekend als Jong Oranje, speelde tot nog toe twee EK-kwalificatiewedstrijden en twee vriendschappelijke wedstrijden in het stadion. Het Nederlands vrouwenvoetbalelftal speelde er twee vriendschappelijke wedstrijden en het Nederlands olympisch voetbalelftal één kwalificatiewedstrijd voor de Olympische Zomerspelen.

| Overzicht wedstrijden                        |                                                                         |               |                                                                       |
| Datum en tijd                                | Wedstrijd                                                               | Uitslag       | Scoreverloop                                                          |
| -------------------------------------------- | ----------------------------------------------------------------------- | ------------- | --------------------------------------------------------------------- |
| 4 oktober 1979 Toeschouwers: 2.500           | Olympisch elftal Nederland – Israël Kwalificatie Olympische Spelen 1980 | 3-4           | 1-0; 2-0; 3-0; 3-1; 3-2; 3-3; 3-4.                                    |
| 28 maart 2005 – 17:00 Toeschouwers: 4.250    | Nederland onder 21 – Marokko onder 21 Vriendschappelijk                 | 3 – 1 (2 – 0) | 23' Artz 1-0; 31' Owusu Abeyie 2-0; 46' Rajcomar 3-0; 63' Iajour 3-1. |
| 26 maart 2008 – 18.00 Toeschouwers: 8.600    | Nederland onder 21 – Estland onder 21 Kwalificatie EK onder 21 – 2009   | 3 – 0 (0 – 0) | 50' De Guzman 1-0; 82' Aissati 2-0; 91' De Guzman 3-0.                |
| 4 mei 2008 Toeschouwers: –                   | Nederland (vrouwen) – China (vrouwen) Vriendschappelijk                 | 2 – 2         | 36' Van Eyck 1-0; onbekend 1-1; 75' Smit 2-1; onbekend 2-2.           |
| 7 mei 2008 – 18.00 Toeschouwers: 3.000       | Nederland (vrouwen) – China (vrouwen) Vriendschappelijk                 | 1 – 1         | 25' Stevens 1-0; onbekend 1-1.                                        |
| 4 september 2009 – 19.30 Toeschouwers: 6.057 | Nederland onder 21 – Finland onder 21 Kwalificatie EK onder 21 – 2011   | 2 – 0 (1 – 0) | 15' De Jong 1-0; 75' Biseswar 2-0.                                    |
| 24 mei 2013 – 18.30 Toeschouwers: 6.500      | Nederland onder 21 – Australië onder 20 Vriendschappelijk               | 3 – 1 (3 – 0) | 4' Maher 1-0; 30' Wijnaldum 2-0; 44' Strootman 3-0; 90' Maclaren 3-1. |

### Uitwijkstadion
Het stadion is in de periode 2007 tot 2016 met enige regelmaat gebruikt door andere clubs om naar uit te wijken.
De gestaakte wedstrijd ADO Den Haag – FC Groningen werd op 25 April 2007 in Emmen uitgespeeld. Dit was voor het eerst dat er eredivisievoetbal werd gespeeld in het stadion. Er werd precies 48 minuten en 16 seconden gespeeld. De eerste eredivisiegoal in het stadion werd gescoord door de Belg Laurent Delorge. Omdat de burgemeester van Zwolle de KNVB Bekerwedstrijd Be Quick '28 – ADO Den Haag verboden had werd deze wedstrijd op 26 September 2007 in Emmen gespeeld. Op 30 Oktober 2007 kon FC Zwolle de KNVB Bekerwedstrijd tegen Go Ahead Eagles niet op eigen terrein afwerken, omdat het nieuwe stadion nog niet gereed was voor een wedstrijd van dit kaliber (regioderby) en week daarom uit naar Emmen. FC Twente werkte in Mei 2008 play-offs voor Champions League-plaatsing af in Emmen. De uitwijking was wegens de verbouwing van het eigen stadion. Op 13 November 2008 werd de bekerwedstrijd HHC Hardenberg – Feyenoord in een uitverkocht stadion gespeeld. De accommodatie van HHC was niet geschikt om de wedstrijd rechtstreeks uit te zenden op televisie en bovendien konden door de 'verplaatsing' meer HHC-aanhangers de wedstrijd bijwonen. Op 28 mei 2010 werd bekend dat NEC een thuiswedstrijd tegen een nog niet nader bekende tegenstander zal spelen in het stadion, op 1 juni werd echter bekend dat de burgemeester van Nijmegen alsnog zijn toestemming had gegeven voor een thuiswedstrijd van NEC in Nijmegen in de maand augustus, waarop de wedstrijd in Emmen niet doorging. Ook plaatsgenoot WKE maakte in het begin van het seizoen 2011/12 korte tijd gebruik van het stadion, toen het eigen sportpark niet beschikbaar was in verband met de aanleg van een kunstgrasveld. Op 31 januari 2013 werd de kwartfinale om de KNVB Beker 2012/13 tussen Vitesse en Ajax gespeeld. Het stadion werd hier gebruikt als alternatief voor de niet beschikbare GelreDome. Jong FC Twente speelde in het voorjaar van 2015 vier Eerste divisie wedstrijden in De JENS Vesting. Deze club week uit naar Emmen om het slecht bespeelbare veld in de eigen Grolsch Veste te ontlasten. Jong FC Twente speelde op 6, 14 en 23 februari achtereenvolgens tegen Almere City FC, Telstar en De Graafschap. Op 9 maart 2015 speelde Jong FC Twente in De JENS Vesting tegen NEC Nijmegen. Op 2 juli 2015 speelde Go Ahead Eagles een wedstrijd in de voorronde van de Europa League tegen Ferencvárosi uit Hongarije. Omdat stadion de Adelaarshorst wegens verbouwing niet beschikbaar was werd er uitgeweken naar Emmen. Op 10 Mei 2016 werd de beslissingswedstrijd om het kampioenschap tussen Ajax A1 en PSV A1 in Emmen gespeeld nadat er vanwege veiligheidsreden verplicht in een stadion gespeeld moest worden. Op 1 Juni 2016 werd de return van de nacompetitiewedstrijd DOVO – VVOG in Emmen gespeeld omdat de burgemeester van Veenendaal de wedstrijd had verboden vanwege de angst op rellen.
| Overzicht wedstrijden                         |                                                                                |               | |
| Datum en tijd                                 | Wedstrijd                                                                      | Uitslag       | Scoreverloop en bijzonderheden |
| --------------------------------------------- | ------------------------------------------------------------------------------ | ------------- | --- |
| 25 april 2007 – 12:00 Toeschouwers: –         | ADO Den Haag – FC Groningen Eredivisie (Tweede helft)                          | 1 – 3 (0 – 3) | 85' Delorge 1-3. (Overige doelpunten vielen in het Zuiderparkstadion te Den Haag, alwaar de eerste helft werd gespeeld. Na 48 minuten werd de wedstrijd aldaar gestaakt. Het restant werd uitgespeeld in het Univé Stadion.) |
| 26 september 2007 – 20:00 Toeschouwers: 400   | Be Quick '28 – ADO Den Haag KNVB Beker 2007/08 (Tweede ronde)                  | 0 – 0         | ADO Den Haag wint na strafschoppen (3-4). |
| 30 oktober 2007 – 20:00 Toeschouwers: 655     | FC Zwolle – Go Ahead Eagles KNVB Beker 2007/08 (Derde ronde)                   | 1 – 0 (0 – 0) | 52' Kleizen 0-1. |
| 29 april 2008 – 19:30 Toeschouwers: 6.000     | FC Twente – NAC Breda Play-offs voor voorronde Champions League (Eerste ronde) | 3 – 0 (1 – 0) | 23' Wielaert 1-0; 80' Huysegems 2-0; 90' Denneboom 3-0. |
| 10 mei 2008 – 19:30 Toeschouwers: 8.000       | FC Twente – Ajax Play-offs voor voorronde Champions League (Laatste ronde)     | 2 – 1 (0 – 1) | 44' Suarez 0-1; 66' Nkufo (str.) 1-1; 76' Nkufo 2-1. |
| 13 november 2008 – 20:45 Toeschouwers: 8.565  | HHC Hardenberg – Feyenoord Rotterdam KNVB Beker 2008/09 (Derde ronde)          | 1 – 5 (1 – 1) | 24' Tieltjes 1-0; 31' Pedro 1-1; 51' Makaay 1-2; 52' Pedro 1-3; 76' Makaay 1-4; 85' Hofland. |
| 28 augustus 2011 – 14:00 Toeschouwers: –      | WKE – HBS Topklasse                                                            | 1 – 0 (0 – 0) | 80' Fik 1-0. |
| 4 september 2011 – 14:00 Toeschouwers: 1.600  | WKE – De Treffers Topklasse                                                    | 1 – 0 (1- 0)  | 41' Hooiveld 1-0. |
| 18 september 2011 – 14:00 Toeschouwers: 1.000 | WKE – AFC Topklasse                                                            | 0 – 4 (0 – 3) | 15' Van Es 0-1; 20' Van Es 0-2; 32' Jens; 85' Heij. |
| 21 september 2011 – 20:00 Toeschouwers: 800   | WKE – FC Den Bosch KNVB Beker                                                  | 1 – 2 (0 – 0) | 65' Nepomuceno 0-1; 76' Van de Broek 1-1 (e.d.); 90' Van Weert 1-2. |
| 31 januari 2013 – 20:45 Toeschouwers: 2.000   | Vitesse – Ajax KNVB Beker 2012/13 (Kwartfinale)                                | 0 – 4 (0 – 1) | 7' Hoesen 0-1; 59' Schöne 0-2; 81', 86' Sigþórsson 0-3, 0-4. |
| 6 februari 2015 – 20:00 Toeschouwers: 200     | Jong FC Twente – Almere City FC Eerste divisie                                 | 0 – 3 (0 – 1) | 44' Receveur 0-1; 76' Ahannach 0-2; 79', 86' Vet 0-3. |
| 14 februari 2015 – 16:30 Toeschouwers: 100    | Jong FC Twente – Telstar Eerste divisie                                        | 3 – 1 (3 – 0) | 20' Eghan 1-0; 42' Oosterwijk 2-0; 45' Schütte 3-0; 59' Keurntjers 3-1. |
| 23 februari 2015 – 20:00 Toeschouwers: 211    | Jong FC Twente – De Graafschap Eerste divisie                                  | 3 – 1 (0 – 0) | 53' Miyaichi 1-0; 76' van Ewijk 1-1; 84' Kusk 2-1; 87' Oosterwijk 3-1. |
| 9 maart 2015 – 20:00 Toeschouwers: 208        | Jong FC Twente – NEC Nijmegen Eerste divisie                                   | 0 – 1 (0 – 1) | 42' Santos 1-0. |
| 2 juli 2015 – 20:00 Toeschouwers: 6.248       | Go Ahead Eagles – Ferencvárosi Voorronde Europa League                         | 1 – 1 (1 – 1) | '3 Zoltán Gera 0-1; '45 Bart Vriends 1-1 |
| 10 mei 2016 – 19:30 Toeschouwers:             | Ajax A1 – PSV A1 Beslissingswedstrijd kampioenschap Eredivisie A-junioren      | 1 – 0 (0 – 0) | '55 Abdelhak Nouri 1-0 |
| 1 juni 2016 – 20:00 Toeschouwers:             | DOVO – VVOG Promotiewedstrijd naar Derde divisie                               | 1 – 1 (3 – 4) | '14 Jan Jurriën Hop 0-1; '69 Joshua Patrick 1-1 |

### Overig
Van 1999 tot en met 2005 werden in het stadion meerdere wedstrijden afgewerkt in het kader van het jeugdvoetbaltoernooi Eurovoetbal. Ter gelegenheid van het 125-jarig bestaan van Univé Drenthe-Overijssel, werden er op 7 en 8 september 2007 twee grootschalige concerten in het stadion gehouden. Op 7 september traden onder andere Jannes en Frans Bauer op. Op 8 september was Marco Borsato de publiekstrekker. Alleen leden van de toenmalige stadionsponsor Univé konden gratis de concerten bezoeken. Tijdens de concerten bevolkten 17.000 mensen het stadion. Verder is het stadion meerdere malen gebruikt voor de officiële opening van de Drentse Fiets 4daagse.

## Panorama stadion

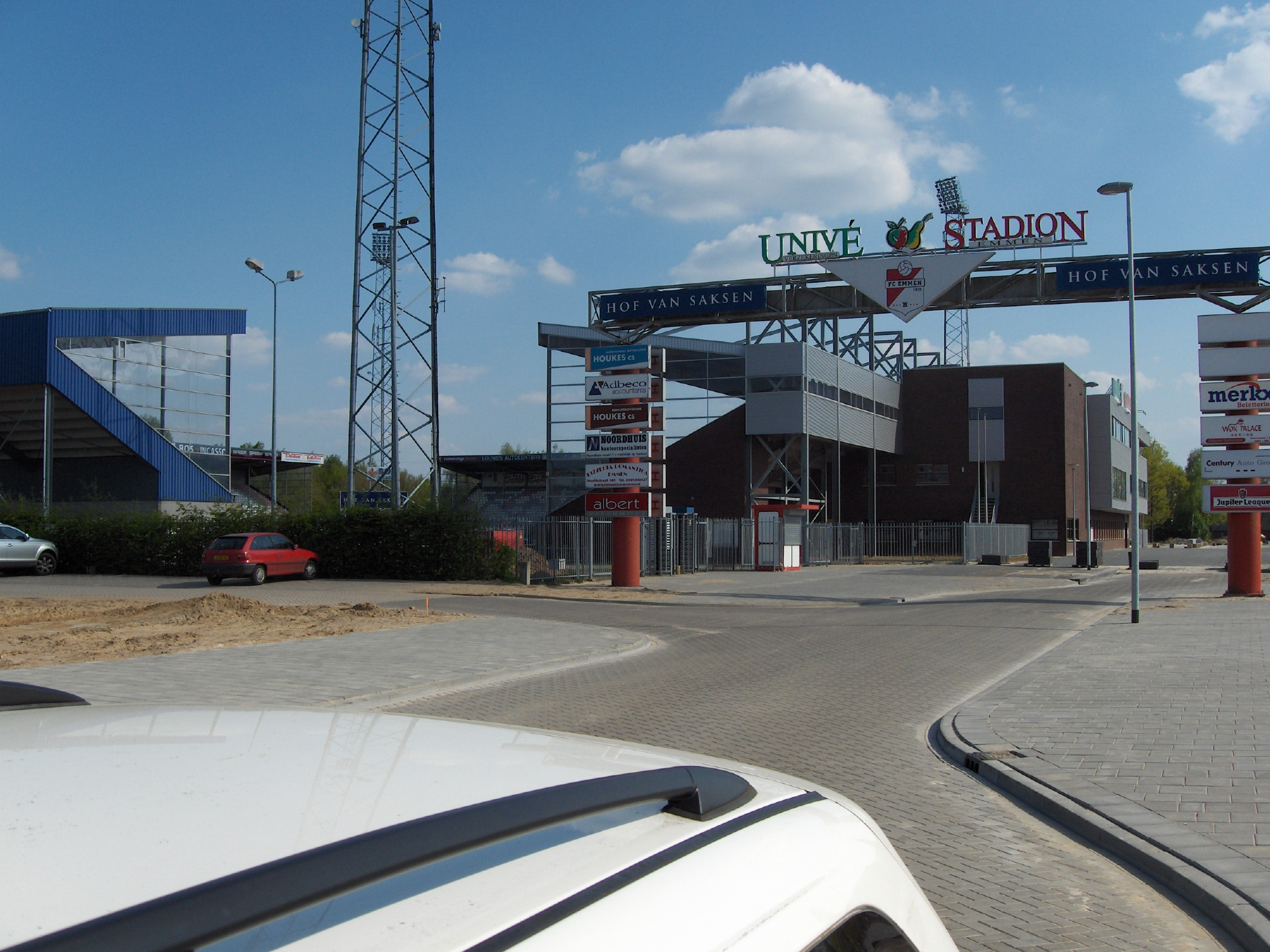
Ingang stadion
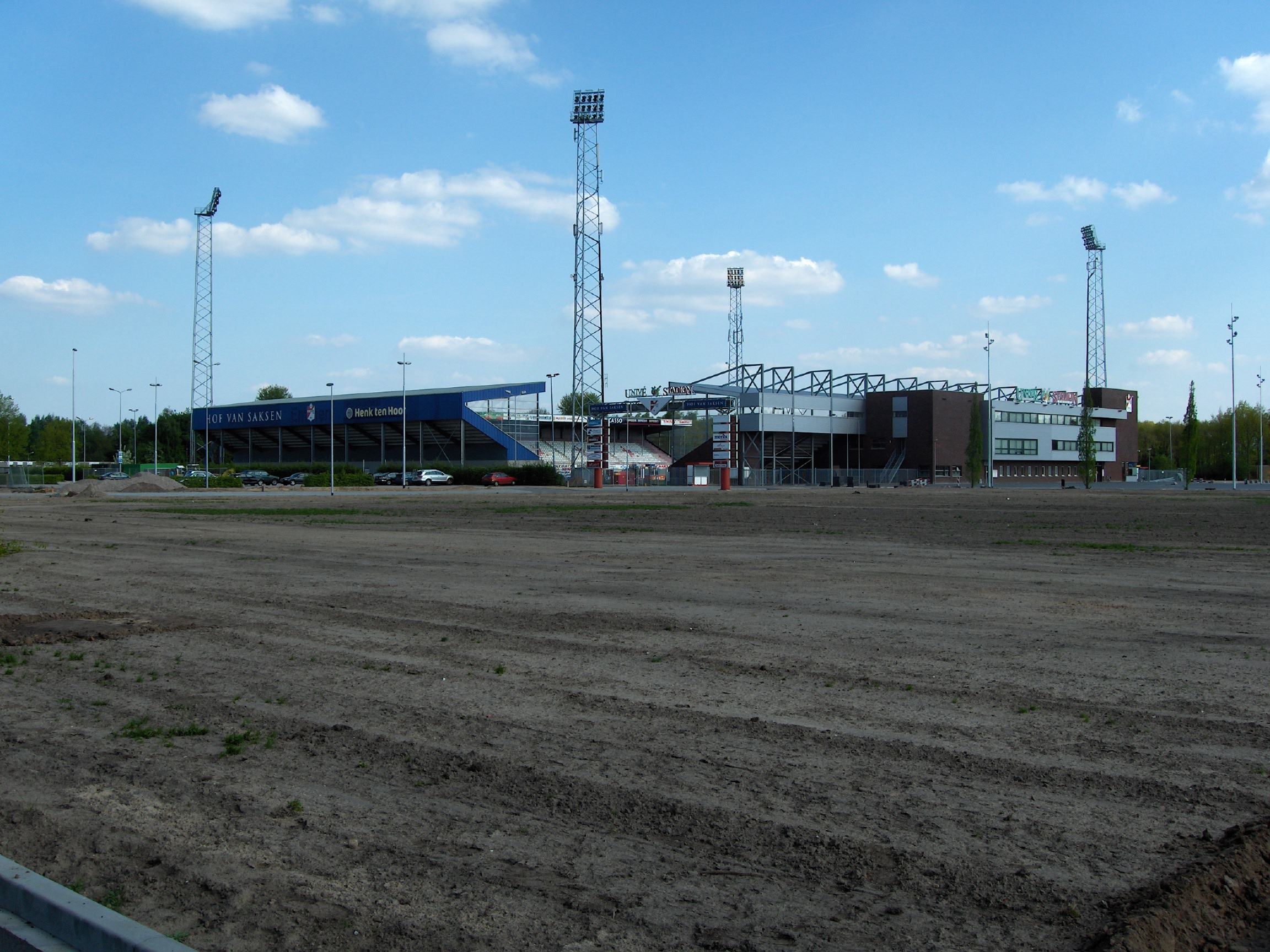
Buitenzijde stadion